# Acentrella lapponica
Acentrella lapponica är en dagsländeart som beskrevs av Simon Bengtsson 1912. Acentrella lapponica ingår i släktet Acentrella och familjen ådagsländor. Arten är reproducerande i Sverige. Inga underarter finns listade i Catalogue of Life.